# Herbert Fuller
Herbert Fuller (* 28. Dezember 1902 in Paddington (London); † 15. Oktober 1993 in Hillingdon) war ein britischer Radrennfahrer und nationaler Meister im Radsport.

## Sportliche Laufbahn
Fuller (auch Henry Fuller) war im Bahnradsport aktiv und Teilnehmer der Olympischen Sommerspiele 1924 in Paris. Im Sprint schied er im Vorlauf aus.
Bei den Bahnradsport-Weltmeisterschaften 1924 gewann er beim Sieg von Lucien Michard die Bronzemedaille im Sprint der Amateure. 1923 nahm er ebenfalls an den Titelkämpfen teil. 
1921 und 1923 siegte er in der nationalen Meisterschaft über 10 Meilen auf der Bahn. 1923 und 1924 gewann er auch den Titel über 1 Meile.